# Аландруал
Аландруа́л (порт. Alandroal; [ɐlɐ̃dɾu'aɫ]) — посёлок городского типа в Португалии, центр одноимённого муниципалитета округа Эвора. Численность населения — 1,9 тыс. жителей (посёлок), 6,3 тыс. жителей (муниципалитет). Посёлок и муниципалитет входит в регион Алентежу и субрегион Алентежу-Сентрал. По старому административному делению входил в провинцию Алту-Алентежу.

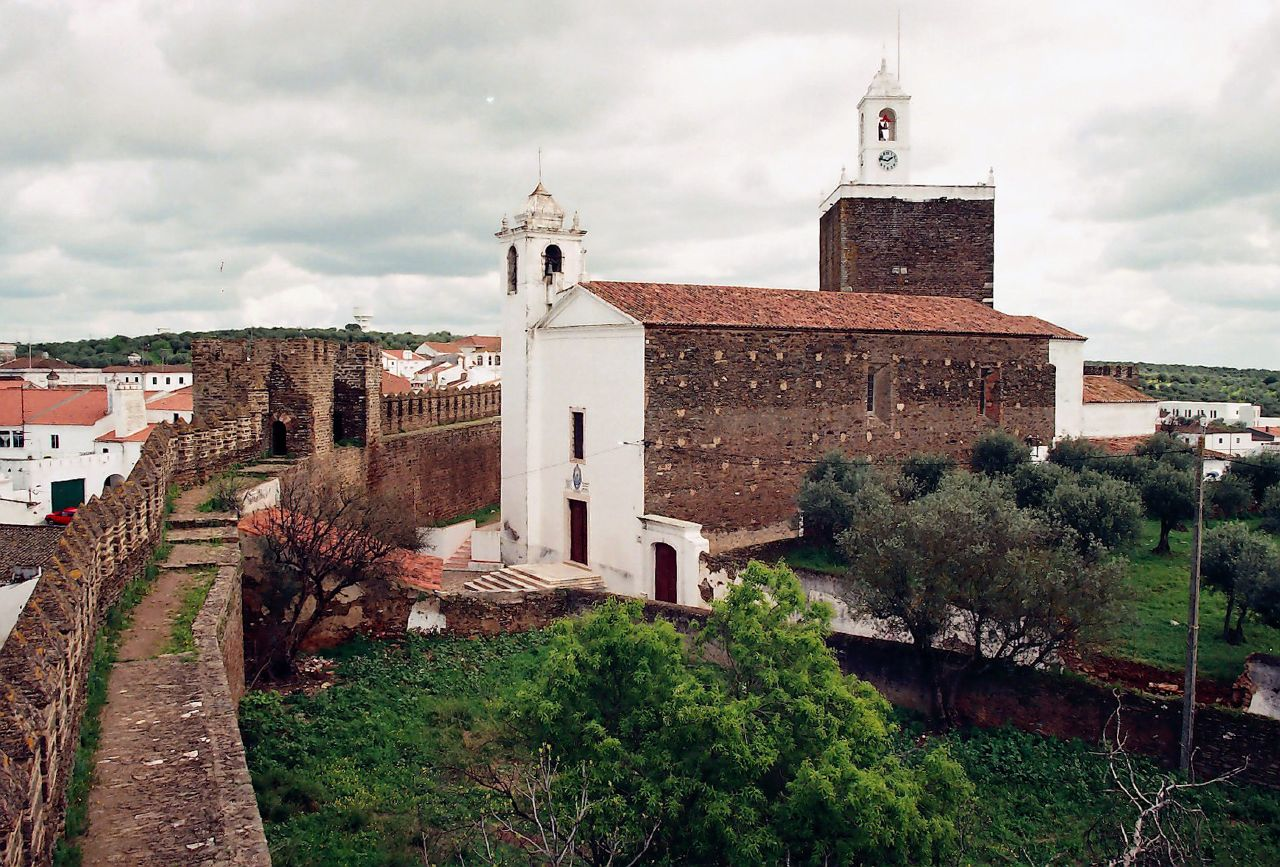
Замок и церковь Аландроал

## Расположение
Посёлок расположен в 46 км северо-западнее города Эвора и в 12 км западнее границы с Испанией через реку Гвадиана.
Расстояние до:
- Лиссабон — 151 км
- Эвора — 46 км
- Порталегре — 64 км
- Сантарен — 124 км
- Сетубал — 130 км
- Бежа — 87 км

Муниципалитет граничит:
- на севере — муниципалитет Вила-Висоза
- на востоке — Испания
- на юге — муниципалитеты Моран и Регенгуш-де-Монсараш
- на западе — муниципалитет Редонду

## Население
| Население муниципалитета Аландроал | Население муниципалитета Аландроал | Население муниципалитета Аландроал | Население муниципалитета Аландроал | Население муниципалитета Аландроал | Население муниципалитета Аландроал | Население муниципалитета Аландроал | Население муниципалитета Аландроал | Население муниципалитета Аландроал |
| ---------------------------------- | ---------------------------------- | ---------------------------------- | ---------------------------------- | ---------------------------------- | ---------------------------------- | ---------------------------------- | ---------------------------------- | ---------------------------------- |
| 1801                               | 1849                               | 1900                               | 1930                               | 1960                               | 1981                               | 1991                               | 2001                               | 2004                               |
| 1541                               | 4651                               | 7493                               | 10 444                             | 12 089                             | 8124                               | 7347                               | 6585                               | 6293                               |

## История
Поселок основан в 1486 году.

## Достопримечательности
- Крепость Журоменья (1640 г.).
- Замок Аландруал.

## Районы
| Фрегезии (районы) муниципалитета Аландроал | Фрегезии (районы) муниципалитета Аландроал | Фрегезии (районы) муниципалитета Аландроал | Фрегезии (районы) муниципалитета Аландроал | Фрегезии (районы) муниципалитета Аландроал | Фрегезии (районы) муниципалитета Аландроал | Фрегезии (районы) муниципалитета Аландроал |
| ------------------------------------------ | ------------------------------------------ | ------------------------------------------ | ------------------------------------------ | ------------------------------------------ | ------------------------------------------ | ------------------------------------------ |
| №                                          | Наименование                               | Оригинальное наименование                  | Кол-во жителей чел.(2001)                  | Территория км²                             | Плотность чел./км²                         | Почтовый индекс                            |
| 1                                          | Журоменья                                  | Juromenha                                  | 146                                        | 33,05                                      | 4,42                                       | 7250-000 JUROMENHA                         |
| 2                                          | Капелинс                                   | Capelins                                   | 673                                        | 86,57                                      | 7,77                                       | 7250-000 CAPELINS                          |
| 3                                          | Носса-Сеньора-да-Консейсан                 | Nossa Senhora da Conceição                 | 1938                                       | 156,60                                     | 12,38                                      | 7250-000 ALANDROAL                         |
| 4                                          | Сан-Браш-душ-Матуш                         | São Brás dos Matos                         | 412                                        | 72,66                                      | 5,67                                       | 7250-000 SAO BRAS DOS MATOS                |
| 5                                          | Сантьягу-Майор                             | Santiago Maior                             | 2557                                       | 113,02                                     | 22,62                                      | 7200-000 SANTIAGO MAIOR ADL                |
| 6                                          | Терена                                     | Terena                                     | 859                                        | 82,95                                      | 10,36                                      | 7250-000 TERENA                            |

## Фотогалерея

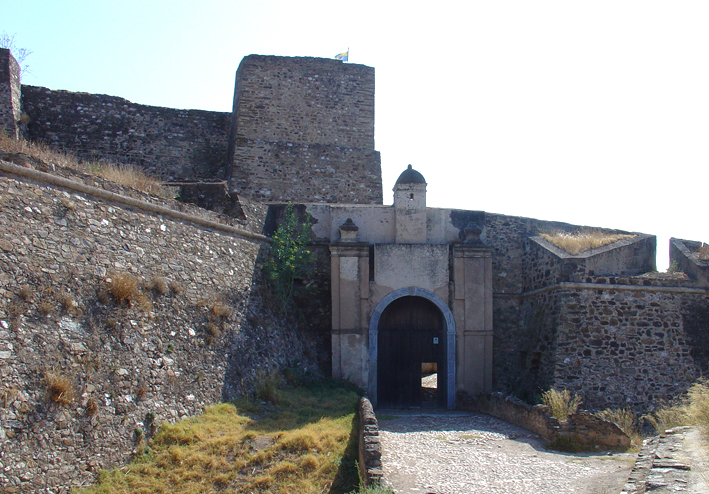
Крепость Журоменья
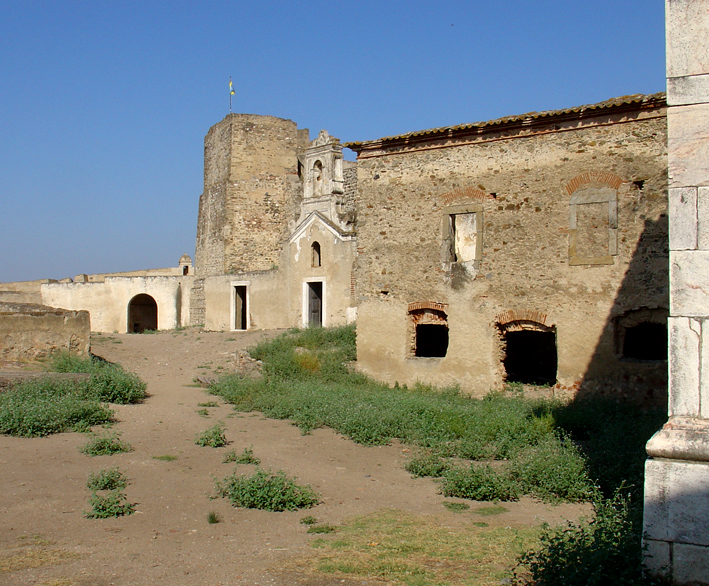
Вид на крепость
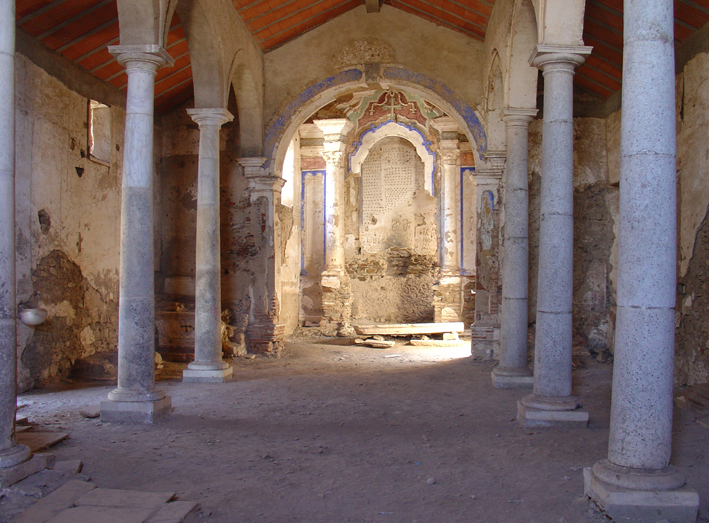
Церковь в крепости